# Orsolya Haarberg
Orsolya Haarberg (geb. 1977 in Baja, Ungarn als Orsolya Bozsér) ist eine Naturfotografin aus Norwegen.

## Bibliografie
- Lappland: Das Alaska Europas, National Geographic (2009) ISBN 38-669-0124-0
- Island – Alexander von Humboldt 2015, ISBN 38-401-3437-4

## Auszeichnungen
- GDT European Wildlife Photographer of the Year (2005, 2008, 2011, 2012)
- Hungarian Nature Photographer of the Year (2005, 2007, 2009, 2001, 20015)
- Glanzlichter: European Nature Photographer of the Year (2006)
- Wildlife Photographer of the Year (2007, 2010)
- ASFERICO (2008)
- Natures Best Photography Awards (2010, 2011, 2012)
- Golden Turtle international nature photography contest (2011)
- Nordic Nature Photo Contest (2011, 2015)
- OASIS International Nature Photography Contest (2011)
- Bio Photo Contest (Wetlands) (2015)
- Por el Planeta (Wild habitat) (2015)